# دوانگو
دوانگو (انگلیسی: Dwango) شرکت سرگرمی ژاپنی است، که در سال ۱۹۹۷ تأسیس شد.